# Quartier Weimarer Moderne
Das Quartier Weimarer Moderne ist ein Kulturquartier in Weimar. Der Träger ist die Klassikstiftung Weimar. Das Quartier entstand anlässlich des Bauhaus-Jahres 2019 mit dem 100-jährigen Jubiläum und im weiteren Sinne 100 Jahre Weimarer Verfassung.

## Beschreibung
Die Schaffung des Quartiers in Zusammenarbeit mit dem Bauhaus-Museum bedeutete eine topographische Neuordnung der Weimarer Nordvorstadt. Damit wurden zudem neue Akzente im Zentrum gesetzt sowie der Uni-Campus der Bauhaus-Universität Weimar und das Haus am Horn aufgefrischt. Das von der Berliner Architektin Heike Hanada entworfene Bauhaus-Museum ist gewissermaßen das Flaggschiff all dieser Veränderungen. Die Vorgeschichte des Bauhauses wird im Neuen Museum mit der Ausstellung zu Henry van de Velde dargestellt.
Das jüngste der Museen ist das 2024 eröffnete Museum Zwangsarbeit im Nationalsozialismus. Das älteste der Museen ist das Neue Museum Weimar, das von Josef Zítek 1869 entworfen wurde. Es zählt zu den ersten Museumsbauten Deutschlands. Dessen Vorgeschichte wiederum geht auf die Planung von Ernst Heinrich Kohl zurück, der den Platz festlegte, wo das Museum errichtet wurde.  Auch das E-Werk, in dessen historischem Straßenbahndepot sich die erwähnte Installation von Rebecca Horn befindet, ist zugleich Zeugnis für die Elektrifizierung Weimars. Diese ist ebenfalls mit Ernst Heinrich Kohl verbunden. Das von Walter Gropius entworfene Musterhaus Am Horn gilt als einziger authentischer Bauhaus-Bau am authentischen Ort. Dieser ist für das moderne Bauen vorbildhaft und wurde in diesem Rahmen aufwendig saniert. Der „Lange Jakob“ wird hingegen von Vielen als „Bausünde“ angesehen, da der Bau wie ein Fremdkörper die übrigen Gebäude überragt. Die ihm zugrundeliegende wegweisende Raumplanung wird oft übersehen.
Vor dem Bauhaus-Museum auf dem Stéphane-Hessel-Platz gibt es einen thematisch angelegten mobilen Kiosk nach einem Entwurf der Leipziger Architekten Romy Heiland und Christian Pfeifer. Der Stéphane-Hessel-Platz wurde am 9. August 2019 eingeweiht. Die Einweihung des Bauhausmuseums erfolgte am 5. April 2019.

## Rezeption
Die Klassikstiftung stellt das Quartier Weimarer Moderne folgendermaßen vor:

„In unmittelbarer Nachbarschaft treffen hier in einer Art „Topographie der Moderne“ historische Stätten und Erinnerungsorte der Moderne aufeinander: das Museum Neues Weimar als ehemaliges Großherzogliches Museum, die sogenannte Grün-, Kultur- und Sportachse als ein Kulturprojekt der Weimarer Republik, das „Gauforum“ der Nationalsozialisten (heute Thüringer Landesverwaltungsamt), in dem die Ausstellung „Das Gauforum in Weimar – ein Erbe des Dritten Reiches“ gezeigt und eine Ausstellung der Gedenkstätte Buchenwald zum Thema „Zwangsarbeit“ vorbereitet wird, der „Lange Jakob“ als ein in den 1970er Jahren entstandenes Studentenwohnheim der DDR, die Rauminstallation „Konzert für Buchenwald“ der Künstlerin Rebecca Horn, das von 2017 bis 2019 errichtete Bauhaus-Museum Weimar und das Haus der Weimarer Republik am Theaterplatz.“